# كاريلدا أوليفر لابرا
كاريلدا أوليفر لابرا (بالإسبانية: Carilda Oliver Labra)‏‏ (6 يوليو 1922 - 29 أغسطس 2018) هي شاعرة كوبية، وُلدت في ماتانزاس وماتت فيها أيضًا.